# Хроника птице навијалице
Хроника птице навијалице (ねじまき鳥クロニクル) је јапански роман аутора Харукија Муракамија.
Амерички превод и његова британска адаптација, названи „једини званични преводи“ (енглески), су од Џеја Рубина и први пут су објављени 1997. године. За овај роман Мураками је добио књижевну награду Јомиури.

## Публикација
Оригинално јапанско издање објављено је у три дела, који чине три „књиге“ једнотомне верзије на енглеском језику:
- Књига о свраки лопову (泥棒かささき編, Доробо касасаги кокош)
- Књига птице пророчице (予言する鳥編, Иоген суру тори хен)
- Књига човека хватача птица (鳥刺し男編, Торисаши отоко хен)

У преводу на енглески, два поглавља су првобитно објављена у часопису The New Yorker под насловима „Напад у зоо врту” 31. јула 1995. и „Други начин да се умре” 20. јануара 1997. Мало другачија верзија првог поглавља у преводу Алфред Бирнбаум је објављен у збирци "Слон који нестаје" под насловом „Птица на навијање и жене у уторак“. Поред тога, име лика Нобору Ватаја појављује се у краткој причи „Породична афера“ у збирци прича "Слон који нестаје". Иако има сличну личност и позадину, лик није повезан са оним из романа Хроника птице навијалице. 
У мају 2010. Харвил Секер је објавио ограничено издање стогодишњице књиге како би прославио сто година од почетка објављивања издавачке куће. Био је ограничен на 2.500 примерака.

## Радња романа
Први део, „Сврака лопов“, почиње приповедачем, Торуом Окадом, скромним и незапосленим адвокатским помоћником, где његова супруга Кумико задаје задатак да пронађе њихову несталу мачку. Кумико предлаже да погледа у уличици и иза њихове куће. Након што Тору остане тамо неко време без среће, Меј Касахара, тинејџерка која га је неко време посматрала како кампује у уличици, испитује га. Позива га у своју кућу како би сео на терасу и разгледао напуштену кућу за коју каже да је популарно окупљалиште мачака луталица. Открива се да напуштена кућа можда садржи неки чудан знак, јер је донела лошу срећу свим својим претходним станарима. Такође садржи празан бунар, који Тору касније користи да уђе у њега и размишља. Тору прима сексуалне телефонске позиве од жене која каже да га познаје. Такође добија телефонски позив од Малте Кано који тражи да се састане са њим.
Кумико зове Торуа да му објасни да би требало да се састане са видовитом Малтом Кано, која ће помоћи у проналажењу мачке. Малту Кано је препоручио Кумиков брат, Нобору Ватаја, што је такође име дато мачки. Кумикова породица верује у прорицање судбине и раније је навела да се пар редовно састаје са старијим човеком, господином Хондом, ради консултација, што су и радили неко време. (Уместо да даје савете, он проводи већину њихових сесија препричавајући исту причу о свом искуству у Квантунгској војсци у изгубљеној тенковској бици са Русима код Номонхана на граници Манџукуо и Русије током Другог светског рата.) Тору упознаје мистериозну Малту Кано у ужурбаном хотелском ресторану, а она задужује своју сестру Крету Кано да настави посао. Обе сестре носе несвакидашњу одећу: Малта велики црвени шешир и Крета необична одећа из 1960-их. Крета упознаје Торуа у његовом дому и почиње да му прича причу о својој прошлости, укључујући и силовање од стране Ноборуа, али нагло одлази. Тору примећује да Кумико носи парфем који јој је поклонила нека непозната особа. Мачка је и даље нестала. Торуа контактира поручник Мамија, који обавештава Торуа да је Мамијин стари ратни пријатељ каплар Хонда умро и да Мамија жели да посети Торуа како би оставио предмет који му је Хонда завештала. Први део се завршава тако што стиже поручник Мамија и прича Торуу дугу причу о својим језивим и мистичним ратним искуствима у Манџукуу у Квантунгској војсци, где види човека одраног живог. Мамија је такође остављена да умре у дубоком бунару пре него што ју је спасио каплар Хонда. Поклон од Хонде је празна кутија.
Открива се да Кумико нестаје на почетку другог дела, "Птица као пророк". Убрзо након тога, Тору сазнаје кроз састанак са Ноборуом и Малтом да је Кумико очигледно проводила време са другим мушкарцем и да жели да прекине везу са Торуом. Збуњен, Тору покушава неколико ствари да се смири и размисли о ситуацији: разговара и преузима посао са Меј Касахаром, скрива се на дну бунара и лута градом и гледа у људе. Рад са тинејџерком Меј укључује пребројавање људи са одређеним степеном ћелавости на линији метроа за компанију за производњу перика. Док је на дну бунара (напуштене куће), Тору се присећа ранијих времена са Кумико, укључујући њихов први састанак у акваријуму где су гледали медузе. Он такође доживљава секвенцу из снова у којој улази у хотелску собу и разговара са женом, и примећује чудан плави траг на свом образу након што је напустио бунар. Док лута градом, већину дана проводи седећи испред продавнице крофни и посматрајући људе. Кроз ову активност, Тору сусреће добро обучену жену и певачицу коју препознаје из своје прошлости, коју прати и туче палицом након што је упао у заседу.
"Ловац птица", трећи, последњи и најдужи део, повезује већину лабавих крајева док представља неколико нових ликова. Добро обучена жена коју је Тору упознао док је посматрао људе открива се као "Мушкатни орашчић", кога поново види када се врати на посматрање људи. Унајмљује га да клијенте, средовечне или старије жене, ослободи неке врсте унутрашњег немира који се развија у њима. Плава ознака је некако укључена у ово, иако њена моћ никада није у потпуности објашњена. Заузврат, Тору добија плату и делимичан посед напуштене куће коју је купила нека агенција за продају некретнина. Цимет, син Мушкатног орашчића, одржава кућу и обнавља бунар помоћу мердевина и котура за отварање и затварање поклопца бунара одоздо. Тору повремено одлази на дно бунара да размисли и покуша да поново посети хотелску собу. Мачка, која се готово не помиње након Кумикиног нестанка, појављује се у Торуовом дому након скоро годину дана нестанка. Тору директно и индиректно (преко свог агента Ушикаве) разговара о Кумикоином нестанку са Ноборуом и на крају договара разговор са њом преко интернета, користећи њено сећање на датум са медузама као средство да потврди њен идентитет. Коначно, Тору је у могућности да отпутује у хотелску собу из бунара и суочава се са женом, схватајући да је она Кумико и разбија чаролију. У овој стварности се открива да је Нобору палицом неко претукао и да је у коми, а нападач је описан да личи на Торуа. Непознати мушкарац улази у хотелску собу и ножем напада Торуа, уљеза. Тору узвраћа палицом и убија човека, пре него што је побегао назад у бунар. У бунару, у модрицама и неспособан да се креће, Тору се онесвести након што се бунар напуни водом. Цимет га спасава, а неколико дана касније Мушкатни орашчић га обавештава да је у овој стварности Нобору имао мождани удар и да је сада у коми. Кумико му шаље поруку на компјутеру како би га обавестила да је добро, али намерава да убије Ноборуа тако што ће искључити апарат за одржавање живота. Она открива да Торуа није преварила само са једним мушкарцем, већ их је у ствари било неколико. Ноборуова опсесија њиховом средњом сестром, настављена са Кумико, изазвала је код ње зависност од секса све док се Нобору није умешао. Касније, у дискусији између Торуа и Меј, Тору каже да је Кумико успела да убије свог брата Ноборуа и да сада служи казну након што је признала дело — време по сопственој вољи, јер чека да се медијски циркус заврши да ни она ни Тору нису на мети. Тору каже да ће је сачекати и опрашта се од Меј.

### Главни ликови
Иако ова књига има много главних и споредних ликова, ови су међу најважнијим:
- Тору Окада: Наратор и протагониста, Тору је пасиван и често апатичан младић који живи у предграђу Јапана. Он је Кумикин муж и стално следи наређења или жеље других. Тору је приказан као просечан човек и лик који је оличење пасивности. Он размишља о дипломирању права, али је одлучио да напусти посао у правној фирми. Дане проводи радећи кућне послове, кувајући тестенину, слушајући радио и тражећи њихову несталу мачку. На почетку романа његов живот је свакодневни. Тору проводи много времена сам и читалац може видети да он не контролише многе аспекте свог живота. Његова потрага за њиховом несталом мачком која га води у занимљиве авантуре.[3]
- Кумико Окада: Кумико је Торуова жена и, као она која доноси новац у породици, аутономнија је од њих двоје. Ради у издавачкој делатности. Након нестанка њихове мачке, нестаје и она. Детињство Кумико је било тајновито јер су њени родитељи желели да она заузме место старије сестре која је извршила самоубиство у веома младој доби, догађај који је постао опсесија њиховог старијег брата Ноборуа Ватаје.
- Нобору Ватаја: Нобору је Кумикин старији брат. Он је представљен као медијагенска фигура; јавност га воли, али Тору га не подноси. Нобору се прво појављује као академик, током приче постаје политичар и нема видљив лични живот. За њега се каже да је скривен иза фасаде - сав стил, а нема садржаја. Он је антагониста. Нобору стално мења свој имиџ да би победио своје противнике, али изгледа да нико не примећује његове недоследности осим Торуа. Однос између Торуа и Ноборуа може се упоредити са односом добра против зла. („Нобору Ватаја“ је такође име које су Тору и Кумико дали свом кућном љубимцу мачки, коју је Тору касније преименовао у Скуша; име лика се такође појавило у „Слон који нестаје“.)
- Меј Касахара: Меј је тинејџерка која би требало да иде у школу, али по избору није. Тору и Меј одржавају прилично сталну комуникацију током већег дела романа; када Меј није присутна, она му пише писма. Њихови лични разговори често су бизарни и врте се око смрти и погоршања људског живота. Још бизарнији је весео и изразито неозбиљан изглед са којим се ти разговори одвијају.
- Поручник Мамија: Поручник Токутаро Мамија био је официр Квантунгске армије током јапанске окупације Манџукуа. Он упознаје Торуа док извршава детаље тестамента господина Хонде. (Хонда је био каплар, па му је зато Мамија био надређен.) Био је емоционално погођен присуством уклањања коже надређеног официра и неколико ноћи проведених у пресушеном бунару. Он прича Тору своју причу и лично и у писмима.
- Малта Кано: Малта Кано је својеврсни медиј који је променио име у "Малта" након што је извршила неку врсту "испосништва" на острву Малта. Кумико ју је ангажовао да помогне Окадама да пронађу њихову несталу мачку.
- Крета Кано: Млађа сестра Малте и нека врста шегрта, она себе описује као „проститутку ума“. Њено право име је Сетсуко. Била је стварна проститутка током својих факултетских година, али је дала отказ након сеансе са младим Ноборуом Ватајом, који ју је ефективно силовао страним предметом. Узнемирујуће за Торуа, Кретино тело има скоро идентичну сличност са Кумико од врата надоле.
- Мушкатни орашчић Акасака: Мушкатни орашчић први пут упознаје Торуа док седи на клупи и посматра лица људи сваког дана у Шинџукуу. Други пут када се сретну привлачи је плаво-црни траг на његовом десном образу. Она и Тору деле неколико чудних коинциденција: птица на навијање у Торуовом дворишту и плаво-црни знак на образу појављују се у причама везаним за Други светски рат, а такође и њеног оца и поручника Мамија (Торуовог познаника) повезује њихова искуства са насиљем и смрћу у Манџукуу и успоном и распадом Квантунгске армије током Другог светског рата. "Мушкатни орашчић Акасака" је псеудоним који је одабрала за себе након што је инсистирала Торуу да је њено "право" име небитно.
- Цимет Акасака: Цимет је одрасли син Мушкатног орашчића који не говори од 6. године, због неких догађаја који укључују крик птице на навијање и шок од проналажења живог срца закопаног испод њиховог вртног дрвета. Он комуницира кроз систем покрета руку и изговорених речи. Некако, људи који су га тек упознали (који вероватно никада нису читали са усана или користили знаковни језик) га сматрају савршено разумљивим. „Цимет“, такође, је псеудоним који је креирала Мушкатни орашчић. Описују га као савршен одраз своје неговане мајке.
- Мачка: Названа Нобору Ватаја по Кумиковом старијем брату, мачка симболизује брачну срећу између Кумикоа и Торуа. Мачка која одлази означава одлазак среће у браку Кумико и Тору. Када мачка оде, Кумико и Тору трпе многе потешкоће, али када се мачка врати, иако мало измењена и преименована у Скуша, то значи да је Тору сада спреман да комуницира са Кумико и спаси је из замке у коју је ставио њен брат. [4]

## Теме
- Жеља: Осећај жеље јавља се кроз роман у различитим ликовима. Чини се да се жеља у целом роману манифестује на негативне и готово болесне начине. Један пример је приказан преко Ноборуа Ватаје, који жели моћ. Ова жеља за влашћу га доводи до инцестуозних чина са своје две млађе сестре, при чему је једна сестра жива, а друга је умрла. У почетку, Тору жели да усрећи своју жену одласком на дуге једнодневне излете да пронађе њену несталу мачку. Његова жеља за њом га води на чудна места где открива више о себи. Кумико има много сексуалних жеља због чега је била неверна Торуу, што је резултирало тиме да Кумико добије сполно преносиву болест. Кроз роман жеља води ликове на мрачна места.[5]
- Моћ: Ликови у роману стално добијају или губе моћ и радња се развија око овог фактора који се стално мења. Нобору Ватаја је углавном фокусиран на стицање моћи, што заузврат доводи до тога да његова млађа сестра Кумико изгуби моћ у односу на њега, она постаје жртва његове жеље за моћи. Губитак моћи лика Кумико доводи Тору да добије моћ. Када Кумико нестане, овај догађај приморава Торуа да пронађе моћ у себи да изађе из своје нормалне и комфорне зоне да пронађе Кумико и спаси је од њеног брата. Ово га води у мисију да ослободи Кумико узде које је држи њен брат. То доводи до добитка у његовом осећању моћи. Он проналази моћ у себи и своју жељу да ослободи Кумико. Моћ се такође показује у ликовима док покушавају да стекну контролу над сопственим емоцијама.
- Поларне супротности: У целом роману се може видети много примера да су ликови поларне супротности. Једна главна поларна супротност јавља се на почетку књиге између две жене у Торуовом животу. Тајанствена жена која на почетку зове Торуа представља се као веома сексуално и моћна. Она је веома самоуверена у разговору са Торуом чак и док је он отпоран да чује шта она има да каже. А као, Кумико, Торуова жена, је веома стидљива и мека у интеракцији са Торуом. Још један пример поларних супротности је између Ноборуа Ватаје, Кумикоовог брата и Торуа. Нобору Ватаја је гладан моћи и представљен је као снажан лик без поштовања. Док је Тору представљен као веома стидљив, тих, пун поштовања и приземљен лик. Крета Кано истиче ову поларну супротност у роману наводећи „Нобору Ватаја је особа која припада свету који је сушта супротност вашем.“ Контраст поларних супротних ликова даје више дубине и индивидуалности сваком лику понаособ.
- Отуђеност: У целом роману ликови су очигледно повезани једни са другима, али се никада не осећају као да су повезани једни са другима. Сви ликови се развијају независно и имају тенденцију да живе усамљеничким стилом живота. Ово се може представити у браку Торуа и Кумико. Током читавог романа, Тору се представља као онај који тражи самоћу. Један пример је представљен док обавља свакодневни задатак, „Ишао сам на општински базен на купање. Јутра су била најбоља, да се избегне гужва”. Његова жеља за самоћом показује се и када напусти посао да би сам бринуо о кући док Кумико иде на посао. Ужива сам код куће. У односу између Кумико и Торуа, изгледа да се оба лика развијају у самоћи. Оба лика крију многе своје мисли једно од другог, а иако су у браку, Тору размишља о чињеници да можда не зна много о својој жени.[6]

## Делови романа који недостају
Нека поглавља и параграфи јапанског издања у меком повезу нису укључена у енглески превод. Преводилац Џеј Рубин је исекао око 61 од 1379 страница, укључујући три поглавља (књига 2, поглавља 15, 18 и део 17; и књига 3, поглавље 26). Комбиновање оригиналног тротома (на јапанском) би било предуго, па је издавач тражио да се ~25.000 речи исече за енглески превод.
Ова поглавља садрже елементе заплета који се не налазе нигде у књизи. На пример, два поглавља која недостају из другог тома оригиналног тротома елаборирају однос између Торуа Окаде и Крите Кано и „слушања“ птице која се навија како Тору спаљује кутију са Кумикоиним стварима (књига 2 Поглавље 15). У трећем тому, компјутерски разговор између Торуа и Ноборуа Ватаје (књига 3, поглавље 26) и Торуов сусрет са Ушикавом на железничкој станици су такође изостављени.
Поред смањења броја речи, нека поглавља су померена испред других, извлачећи их из контекста првобитног поретка. На почетку књиге 3 поглавља су преуређена. 
Књига 2, поглавље 15, сажетак: У 15. поглављу Тору се буди поред Крите Кано који се мистериозно појавила у његовом кревету претходне ноћи. Она му каже да је изгубила име и пита да ли би желео да побегне са њом из Јапана. На овај захтев он пристаје и оставља за собом успомене из свог старог живота са супругом. Док је Тору у граду и прикупља залихе за бекство, чита чланак о Нобору Ватаји, у чланку се објашњава да Нобору сада покушава да постане политичар.
Поглавље 17 није у потпуности уклоњено, уместо тога је уклоњен одломак у којем Тору фотографише за пасош, а веома дугачак разговор који Тору води са својим ујаком о куповини некретнине је сажет у један енглески пасус.
Књига 2 Резиме поглавља 18: Крета Кано се враћа у Јапан и Тору јој говори да неће побећи са њом. Након тога се састаје са Меј Касахаром и они гледају рушење куће Мијаваки. Касније у поглављу Тору плива у базену одељења где сања у базену како плута на дну бунара, представљеног у ранијим поглављима, и чује коње како умиру током помрачења. То га доводи до спознаје да је тајанствена жена на телефону заправо његова жена. 

## Наслеђе
Многи сматрају овај роман Муракамијевим ремек-делом, а појавио се на Телеграфовој листи 10 највећих азијских романа свих времена за 2014. годину.